# Molare

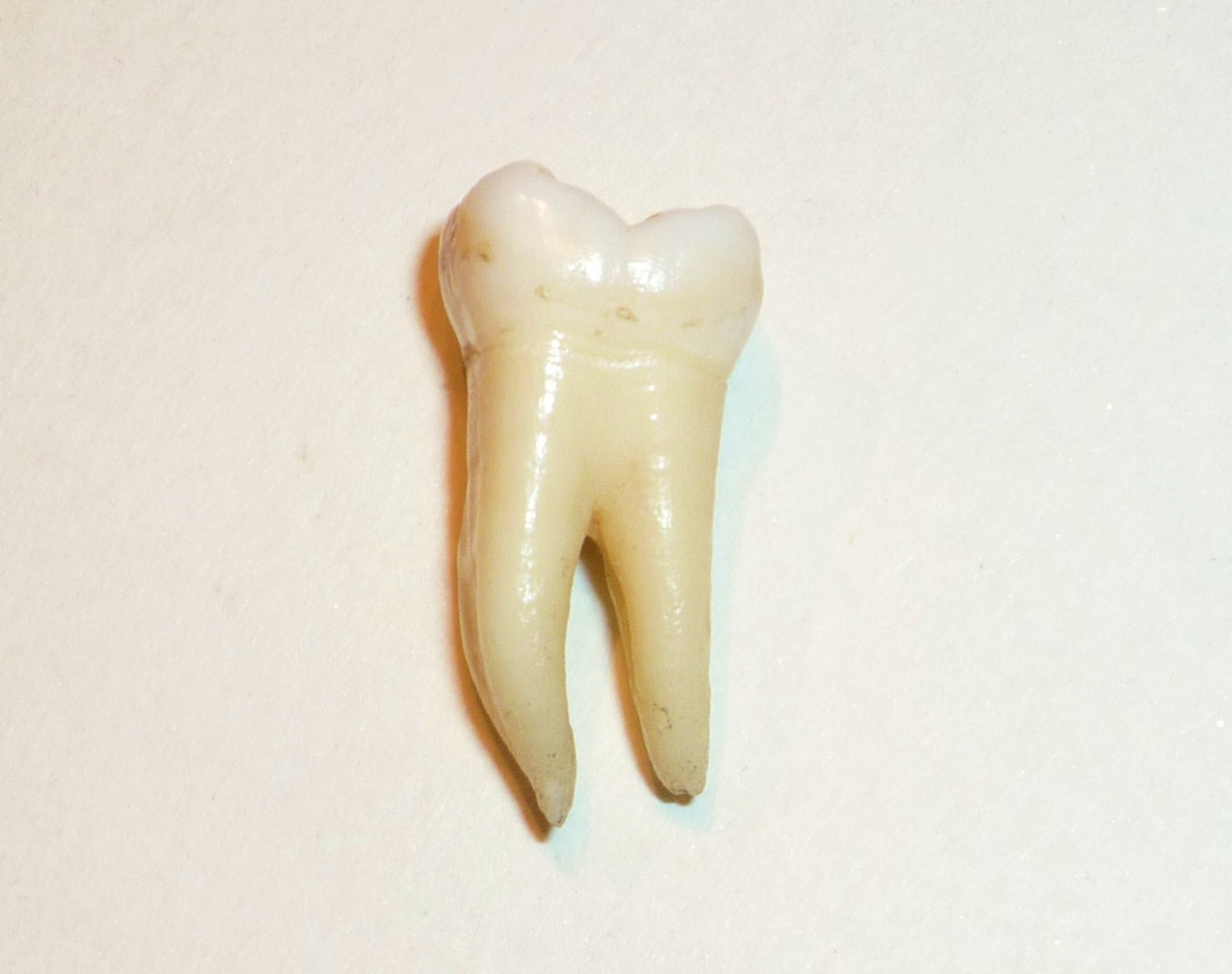
Un molare

I molari (proveniente dalla parola "mola") sono i denti posteriori dei mammiferi.
Nell'uomo sono dodici: 
- primo molare superiore;
- secondo molare superiore;
- terzo molare superiore;
- primo molare inferiore;
- secondo molare inferiore;
- terzo molare inferiore;

pari e simmetrici (ogni elemento è presente sulle due semiarcate destra e sinistra). Sia nell'arcata superiore sia in quella inferiore si presentano in ordine decrescente, cioè il primo è più grande del secondo e questo più del terzo. Mentre i terzi molari, detti anche "denti del giudizio" si presentano con forme atipiche, cioè variano da persona a persona (possono presentarsi con tre, quattro o cinque cuspidi, o non presentarsi affatto), i molari superiori possiedono sempre quattro cuspidi, e nei molari inferiori il primo ne ha cinque e il secondo quattro. I molari superiori hanno usualmente tre radici (due vestibolari e una palatale) e occasionalmente quattro radici, mentre i molari inferiori ne possiedono due (una mesiale e una distale).

## Odontogenesi
I molari sono denti monofisari, ovvero il loro sviluppo prevede direttamente la formazione di un dente definitivo (o permanente). I molarini da latte, di cui è provvisto il bambino, verranno infatti sostituiti dai premolari.

## Funzione
La funzione principale di quest'elemento è la mola, da cui deriva il nome.
Costituiscono, insieme ai premolari, i denti del settore posteriore cuspidati (o giugali): a differenza dei frontali, che sono dotati di un margine incisale utile nell'incisione del cibo, questi possiedono un tavolato occlusale utile alla triturazione e allo sminuzzamento del cibo. 
Inoltre contribuiscono al mantenimento della dimensione verticale di occlusione, quindi sono indispensabili per un corretto funzionamento dell'articolazione temporo-mandibolare e per una buona estetica del viso. Non è ancora stato scoperto il motivo, ma alcune persone non posseggono tutti e dodici i denti molari, ma soltanto dieci o otto.